# Charles et les Lulus
Albums de Arno sous le pseudonyme de Charles
Charles and the White Trash European Blues Connection
(1998)

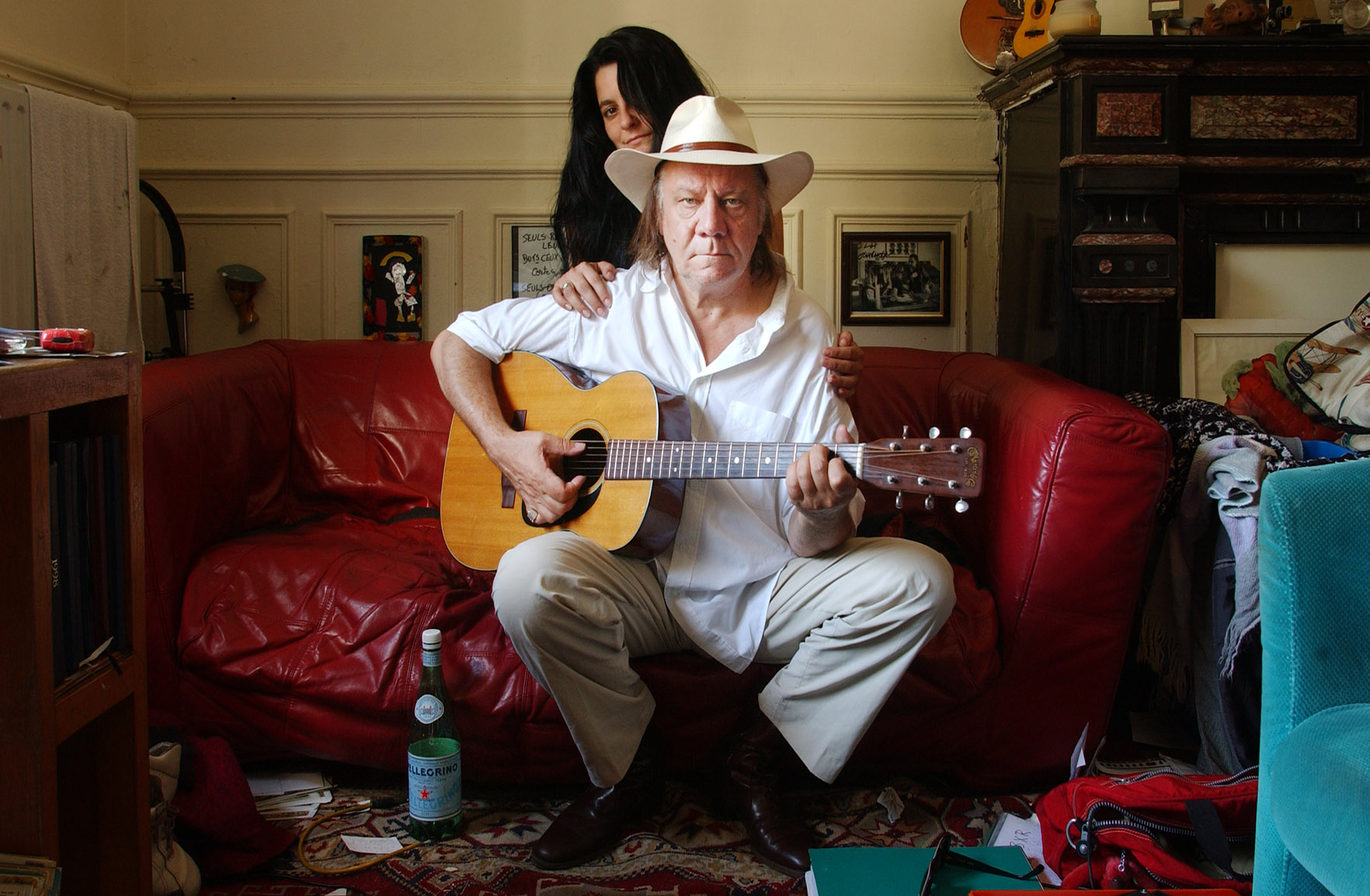
Roland Van Campenhout

Charles et les Lulus est un album de 1991 issu d'un projet parallèle d'Arno, en marge de sa carrière solo.

## L'album
Arno, pour faire cet album de blues, a utilisé son deuxième prénom, Charles, influencé par son ami Roland Van Campenhout. Il s’entoure de musiciens expérimentés, a composé quelques titres et repris quelques morceaux classiques ou méconnus. Il réédite l'expérience en 1998, avec l'album Charles and the White Trash European Blues Connection, sans Roland cette fois.

## Musiciens
- Arno : voix, harmonica
- Roland Van Campenhout : guitare
- Adriano Cominotto : basse, accordéon
- Piet Jorens : batterie

## Liste des titres
| No  | Titre                     | Durée |
| --- | ------------------------- | ----- |
| 1.  | Ants in My Tea            | 5:34  |
| 2.  | It's All Over Now         | 4:02  |
| 3.  | Little Red Rooster        | 4:32  |
| 4.  | Gimme That Harp, Boy      | 3:02  |
| 5.  | Too High to Eat           | 3:48  |
| 6.  | Stealin'                  | 3:45  |
| 7.  | Drink Till I Sink         | 4:40  |
| 8.  | Eyesight to the Blind     | 4:29  |
| 9.  | Going Back into the Night | 3:59  |
| 10. | Rhythm of the Sea         | 3:17  |
| 11. | Walkin' the Dog           | 2:57  |
| 12. | La Paloma                 | 3:08  |

## Informations sur le contenu de l'album
- It's All Over Now est une chanson écrite par Bobby Womack et Shirley Womack pour les Valentinos en 1964. La même année les Rolling Stones reprennent le titre en single et en font un tube.
- Little Red Rooster est une composition de Willie Dixon, appelée à l'origine The Red Rooster, écrite en 1962 pour Howlin' Wolf. En 1964, les Rolling Stones à nouveau reprennent le titre en single.
- Gimme That Harp, Boy est une reprise de Captain Beefheart and His Magic Band qui figure sur son second album Strictly Personal sorti en 1968.
- Too High to Eat est une reprise de Fraternity of Man qui figure sur leur second album Get It On sorti en 1969.
- Stealin' est une reprise du Memphis Jug Band de 1928.
- Eyesight to the Blind est une reprise de Sonny Boy Williamson II de 1951 et popularisée par les Who pour leur opéra-rock Tommy.
- Walkin' the Dog est une reprise de Rufus Thomas de 1963.
- La Paloma est une chanson composée en 1863 par Sebastián Iradier et qui fut reprise plus de 2000 fois. Arno la chante en français dans une version de Pierre Alberti.